# Wolkenstralen

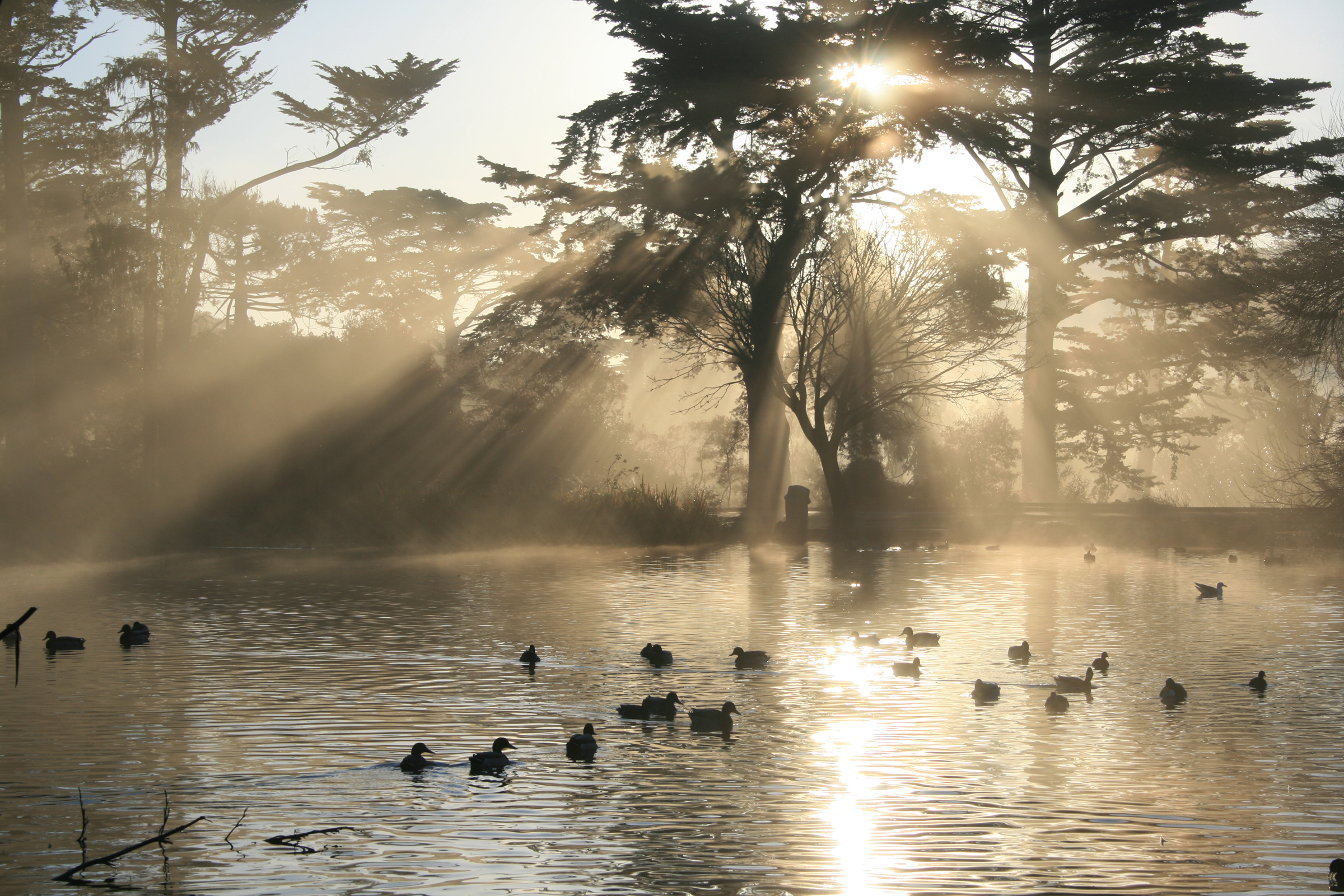
Een voorbeeld van wolkenstralen

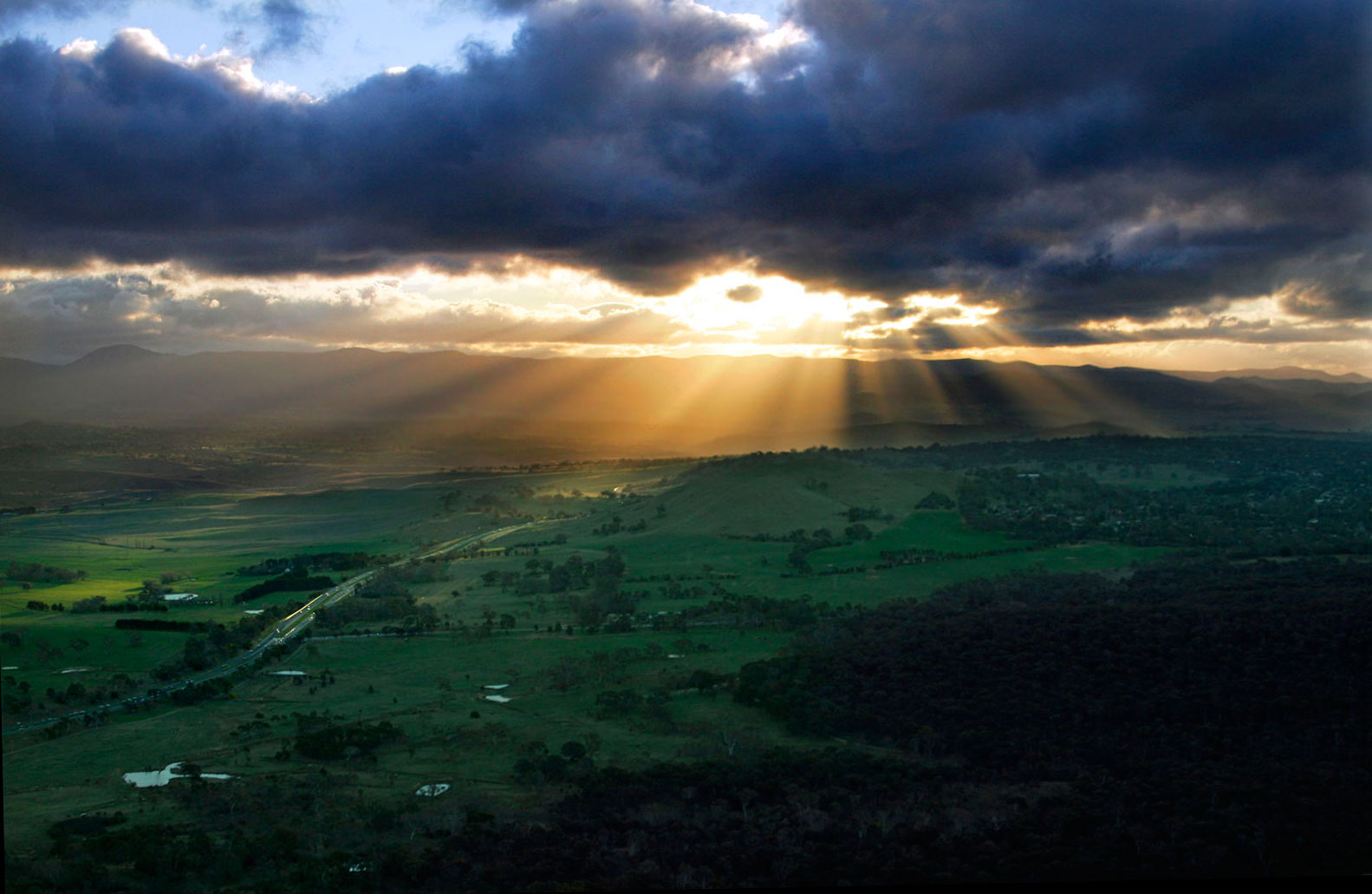
Wolkenstralen boven Canberra

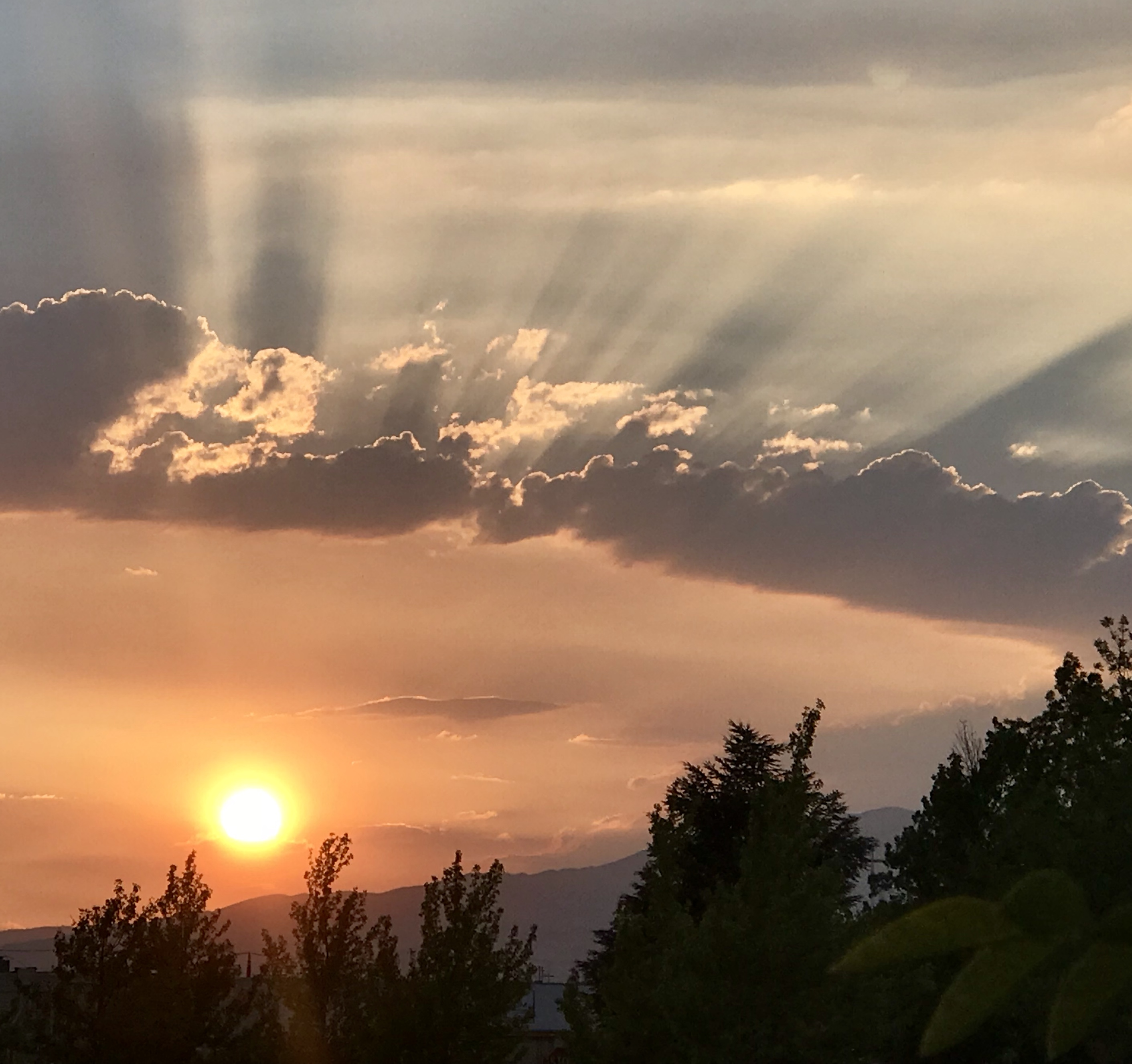
Zonnestralen in Nevada gedurende een zonsondergang

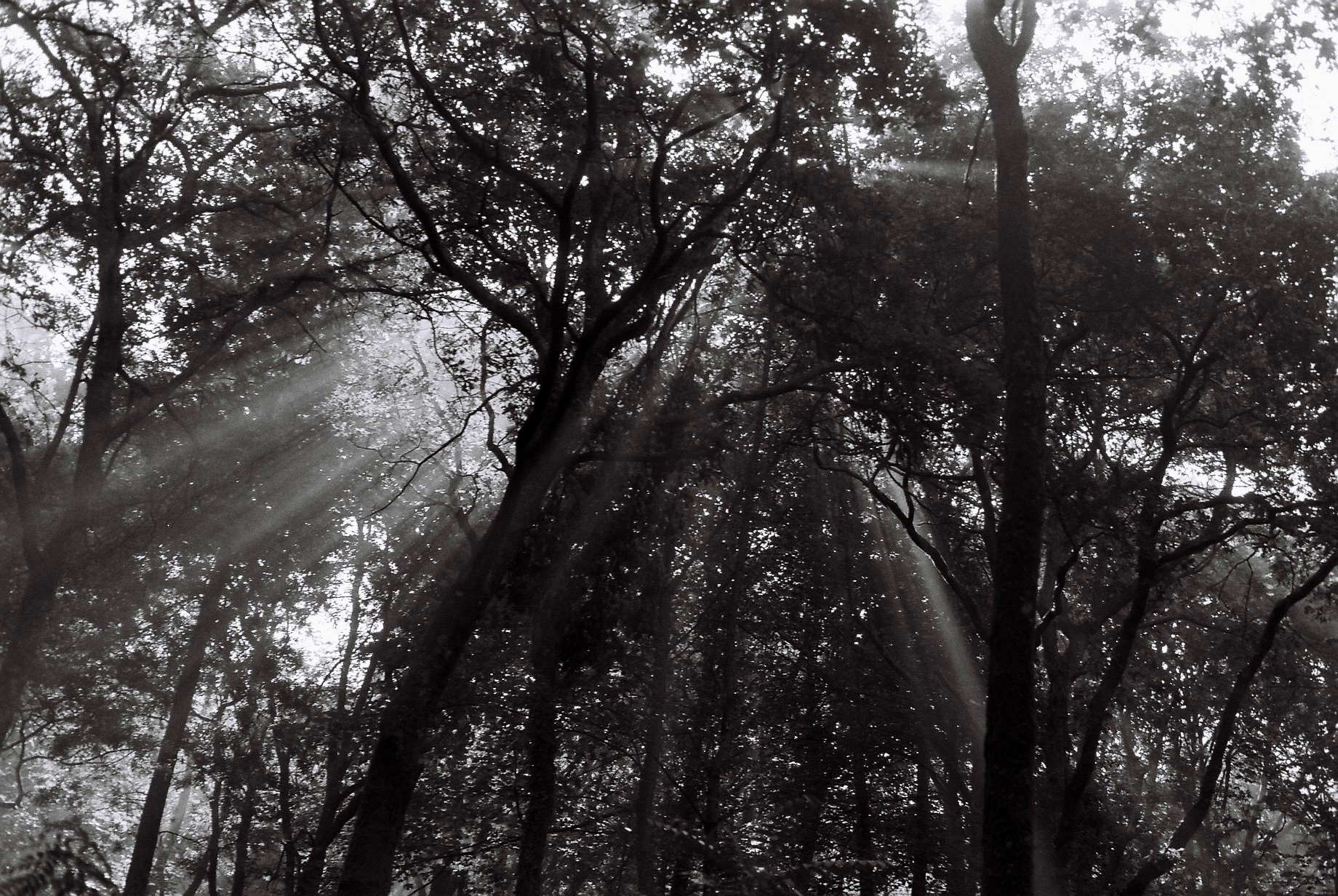
Een jakobsladder in een bos

Wolkenstralen, zonneharpen of jakobsladders, schemeringsstralen of crepusculaire stralen zijn een weersverschijnsel waarbij een invallende lichtbundel van de zon door een gat in een omgeving met voldoende schaduwpartijen straalt. De schaduw wordt meestal veroorzaakt door bewolking waar een lichtstraal doorheen breekt en via een gat op het aardoppervlak schijnt. Andere jakobsladders kunnen worden gezien bij een bergtop of in een park of vochtig herfstbos waar lichtstralen van de zon door gaten in het bladerdak komen.
Het licht dat door het gat in wolken of een bladerdak, of langs een bergtop schijnt, moet worden verstrooid om dit effect te krijgen. Stof, sneeuw, regen of luchtmoleculen kunnen het licht verstrooien. Hoe helderder het is, des te verder het zonlicht de weg aflegt en des te beter de lichtstraal te zien is. 
Deze stralen worden veroorzaakt door verschillen in dikte van de wolken of andere objecten. Deze objecten zorgen voor diffractie, wat het effect veroorzaakt. Ze verschijnen vaak als objecten gedeeltelijk de zonnestralen tegenhouden. Wolkenstralen zijn bijna parallel, maar dat lijkt niet zo door het lijnperspectief. Er zijn drie vormen van wolkenstralen:
- Lichtstralen die gaten binnendringen in lage bewolking.
- Stralenbundels die in waaiervorm uit elkaar schijnen, rondom een zonlicht afschermende scherpbegrensde wolk. Daarbij treedt ook het Silver Lining effect op, waarbij de rand van de wolk een dunne gekartelde helderwitte omzoming toont.
- Lichte, roze of rode stralen die net boven de horizon schijnen. Deze worden vaak verward met lichtzuilen.

De laatste twee van deze soorten kunnen in sommige gevallen zich uitstrekken over de lucht en verschijnen op het tegenpunt van de zon, wat het bolvormige punt in de lucht is precies tegenover de zon. In dit geval wordt gesproken van anticrepusculaire stralen. Net als wolkenstralen zijn de lichtstralen bijna parallel en komen ze van openingen in het wolkendek.
Wolkenstralen kunnen ook onder water worden bekeken, hierbij wordt meestal de diffractie veroorzaakt door het ijs en de gaten in het ijs.